# Cléré-les-Pins
Cléré-les-Pins ist eine 1.398 Einwohner (Stand: 1. Januar 2022) zählende französische Gemeinde in der Region Centre-Val de Loire im Département Indre-et-Loire. Die Gemeinde gehört zum Arrondissement Chinon und zum Kanton Langeais.

## Lage
Cléré-les-Pins liegt etwa 25 Kilometer westnordwestlich von Tours am Fluss Roumer. Umgeben wird Cléré-les-Pins von den Nachbargemeinden Courcelles-de-Touraine im Norden und Nordwesten, Souvigné im Norden, Ambillou im Osten, Mazières-de-Touraine im Südosten, Avrillé-les-Ponceaux im Südwesten sowie Savigné-sur-Lathan im Westen.

## Bevölkerungsentwicklung
| Jahr                      | 1962 | 1968 | 1975 | 1982 | 1990 | 1999 | 2006 | 2013 |
| Einwohner                 | 1004 | 909  | 797  | 891  | 1049 | 1166 | 1166 | 1401 |
| Quelle: Cassini und INSEE |      |      |      |      |      |      |      |      |

## Sehenswürdigkeiten

Schloss Champchevrier

- Schloss Champchevrier